# ۴۹۲ (پیش از میلاد)
۴۹۲ (پیش از میلاد) ۴۹۲مین سال قبل از تقویم میلادی است.